# Sidusa dominicana
Sidusa dominicana là một loài nhện trong họ Salticidae.
Loài này thuộc chi Sidusa. Sidusa dominicana được Alexander Petrunkevitch miêu tả năm 1914.